# アルフレート・フォン・リヒテンシュタイン (1875-1930)

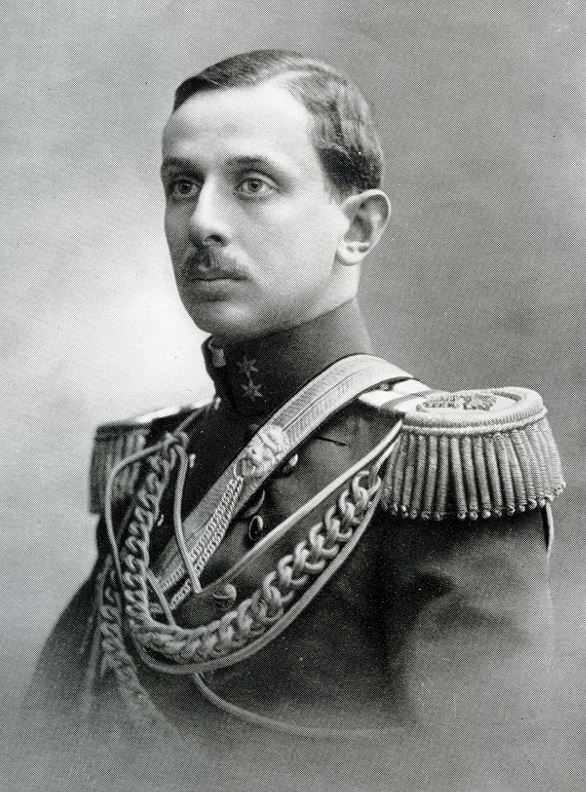
リヒテンシュタイン侯子アルフレート、1910年

アルフレート・ロマン・フォン・ウント・ツー・リヒテンシュタイン（Prinz Alfred Roman von und zu Liechtenstein, 1875年4月6日 ウィーン - 1930年10月25日 ヴァルトシュタイン城）は、リヒテンシュタインの侯子、政治家。
リヒテンシュタイン公ヨハン2世の姉ヘンリエッテ侯女と、その従弟アルフレート侯子の間の第6子・四男。1893年よりオーストリア＝ハンガリー軍に仕官し、第一次世界大戦に従軍して負傷している。1928年、リヒテンシュタイン邦立銀行を巻き込んだ横領事件に連座してグスタフ・シェートラー内閣が退陣した際、ヨハン2世より組閣の大命を受け、同年6月28日から8月4日までの約1か月間リヒテンシュタインの首相を務めた。彼の内閣は、同年7月15日の総選挙の結果を受けて成立したヨーゼフ・ホープ内閣と交代した。

## 子女
1912年2月19日ミュンヘンにて、エッティンゲン＝ヴァラーシュタイン侯女テレーゼ（1887年 - 1971年）と結婚。彼女の外祖父母はフーゴー・ヴァルトボット・フォン・バッセンハイム伯爵とエッティンゲン＝ヴァラーシュタイン侯女カロリーネである。妻との間に2男2女を得た。
- マリア・ベネディクタ・ヘンリエッテ・テレーゼ・ガブリエーレ・アンゲラ・イルデフォンサ（1913年 - 1992年）
- ヨハン・バプティスト・モーリッツ（‛‛ハンス＝モーリッツ‛‛）・ハインリヒ・アルフレート・イルデフォンス・ベネディクト・マリア・ヨーゼフ（1914年 - 2004年） - 1944年トゥルン・ウント・タクシス侯女クロティルデと結婚、グンダカー・フォン・リヒテンシュタイン（1949年 - ）ら4男3女を得る
- ハインリヒ・カール・ヴィンツェンツ・マリア・ベネディクトゥス・ユスティヌス（1916年 - 1991年） - 1949年オーストリア大公女エリーザベトと結婚、ヴィンツェンツ・リヒテンシュタイン（1950年 - 2008年）ら4男1女を得る
- エレオノーレ・ヘンリエッテ・マリア・ヨーゼファ・ゲルマーナ・イルデフォンサ（1920年 - 2008年）

## 引用・脚注
1. ↑  Wanger, Harald (2011年12月31日). “Liechtenstein, Alfred von (1875–1930)” (ドイツ語). Historisches Lexikon des Fürstentums Liechtenstein. 2024年3月5日閲覧。
2. ↑  “Mitglieder der Regierung des Fürstentums Liechtenstein 1862-2021”. www.regierung.li. 2024年2月16日時点のオリジナルよりアーカイブ。2024年2月15日閲覧。
3. ↑  Büchel, Donat (2011年12月31日). “Sparkassaskandal” (ドイツ語). Historisches Lexikon des Fürstentums Liechtenstein. 2023年5月18日閲覧。